# Villiers-le-Morhier
Villiers-le-Morhier é uma comuna francesa na região administrativa do Centro, no departamento Eure-et-Loir. Estende-se por uma área de 10,36 km². Em 2010 a comuna tinha 1 367 habitantes (densidade: 131,9 hab./km²).